# Yirisleydi Ford
Yirisleydi Lisbet Ford Carnonell (* 18. August 1991 in Sancti Spíritus) ist eine ehemalige kubanische Leichtathletin, die sich auf den Hammerwurf spezialisiert hat. Ihren größten Erfolg feierte sie mit dem Gewinn der Bronzemedaille bei den NACAC-Meisterschaften 2015 in San José.

## Sportliche Laufbahn
Erste internationale Erfahrungen sammelte Yirisleydi Ford im Jahr 2007, als sie bei den Jugendweltmeisterschaften in Ostrava mit einer Weite von 53,14 m den neunten Platz belegte. 2009 belegte sie bei den Zentralamerika- und Karibikmeisterschaften in Havanna mit 63,90 m den neunten Platz und anschließend siegte sie mit 63,92 m bei den Panamerikanischen Juniorenmeisterschaften in Port-of-Spain. Im Jahr darauf brachte sie bei den Juniorenweltmeisterschaften in Moncton keinen gültigen Versuch zustande und 2014 belegte sie beim Panamerikanischen Sportfestival in Mexiko-Stadt mit 68,44 m den fünften Platz. Anschließend gewann sie bei den Zentralamerika- und Karibikspielen in Xalapa mit 69,62 m die Silbermedaille hinter ihrer Landsfrau Yipsi Moreno. Im Jahr darauf gelangte sie bei den Panamerikanischen Spielen in Toronto mit 65,73 m auf den fünften Platz und anschließend gewann sie bei den NACAC-Meisterschaften in San José mit 69,91 m die Bronzemedaille hinter den US-Amerikanerinnen Amber Campbell und DeAnna Price. Daraufhin schied sie bei den Weltmeisterschaften in Peking mit 69,43 m in der Qualifikationsrunde aus. 2016 nahm sie an den Olympischen Sommerspielen in Rio de Janeiro teil und verpasste dort mit 10,91 m den Finaleinzug, woraufhin sie ihre aktive sportliche Karriere im Alter von 25 Jahren beendete.
In den Jahren 2015 und 2016 wurde Ford kubanische Meisterin im Hammerwurf.